# La Villageoise
Ne pas confondre avec La Villageoise, vin de marque appartenant au Groupe Castel
Pour plus de détails, voir Fiche technique et Distribution.
La Villageoise (titre original : Pueblerina) est un film mexicain réalisé par Emilio Fernández en 1948 et sorti en 1949.
En juillet 1994, le film est sélectionné en 13e position dans la liste établie par la revue Somos des 100 meilleurs films mexicains de tous les temps.

## Synopsis
Le paysan Aurelio Rodríguez rentre dans son village après avoir purgé six ans de prison. Il découvre que sa mère est morte et que Paloma, la femme qu'il aime et qui était sa fiancée, vit avec un fils, Felipe, fruit d'un viol qu'il avait autrefois vengé et qui lui avait coûté sa condamnation. L'auteur du méfait, Julio González et son frère Ramiro, hommes riches et puissants,  ne voient pas d'un bon œil le retour d'Aurelio. Mais, ce dernier, bravant les menaces du clan, épouse Paloma et demeure sur ses terres. En état de légitime défense, Aurelio finira par les abattre pour vivre en toute quiétude auprès de Paloma et de Felipe.

## Fiche technique
- Titre  du film : La Villageoise
- Titre original : Pueblerina
- Réalisation : Emilio Fernández
- Scénario : Emilio Fernández, Mauricio Magdaleno
- Photographie : Gabriel Figueroa
- Format : Noir et blanc, 35 mm
- Musique : Antonio Díaz Conde
- Son : James L. Fields, José B. Carles et Galdino Samperio
- Décors : Manuel Fontanals
- Montage : Jorge Bustos
- Production : Jaime A. Menasce et Óscar Dancigers pour Producciones Reforma et Ultramar Films
- Pays d'origine :  Mexique
- Langue originale : Espagnol
- Durée : 111 minutes
- Sortie : 6 juillet 1948 à Mexico

## Distribution
- Columba Domínguez : Paloma
- Roberto Cañedo : Aurelio Rodríguez
- Arturo Soto Rangel : le prêtre
- Manuel Dondé : Romulo
- Ismael Pérez : Felipe
- Luis Aceves Castañeda : Ramiro González
- Guillermo Cramer : Julio González
- Rogelio Fernández : Froilán
- Agustín Fernández : Tiburcio

## Analyse
À l'époque où fut tourné ce drame rural, l'industrie cinématographique mexicaine donnait des signes d'essoufflement. Malgré les précédents succès d'Emilio Fernández (Rio Escondido en 1947 et Maclovia en 1948), les producteurs firent preuve de prudence en limitant le coût des investissements. Fernández s'abstint des "stars" habituelles - Dolores del Rio, María Félix, Pedro Armendáriz - et réduisit les prises de vues.
Pour autant,  Pueblerina ne perdit rien en qualité. « Couvert d'éloges par la critique pour sa sobriété, Fernández El Indio abandonna le ton discursif dont pâtit nombre de ses œuvres. » Le film privilégie la force de  l'image au détriment des dialogues. « Au cœur de l'image, il y a le paysage. [...] Par exemple, dans Pueblerina, pendant le duel final qui oppose les caciques locaux à Aurelio (Roberto Cañedo) fuyant avec sa femme et son enfant, la prédominance est donnée aux nuages, à la terre, à ce monde écrasant et superbe dont l'homme est un petit élément dynamique », écrit Julia Tuñon.
De même, lorsqu'Aurelio demande en mariage Paloma (Columba Domínguez) qui a été violée par le cacique local : « les propos de l'héroïne sont brefs, mais frappants ; elle se sent salie et refuse la proposition. Plus tard, lorsqu'elle ramasse le linge que l'homme lave dans la rivière, ce fait prend le sens d'une acceptation. Aucune parole : seulement des gestes et de la musique. »

## Distinctions
Le film a été présenté en sélection officielle en compétition au Festival de Cannes 1949.